# David E. Sanger

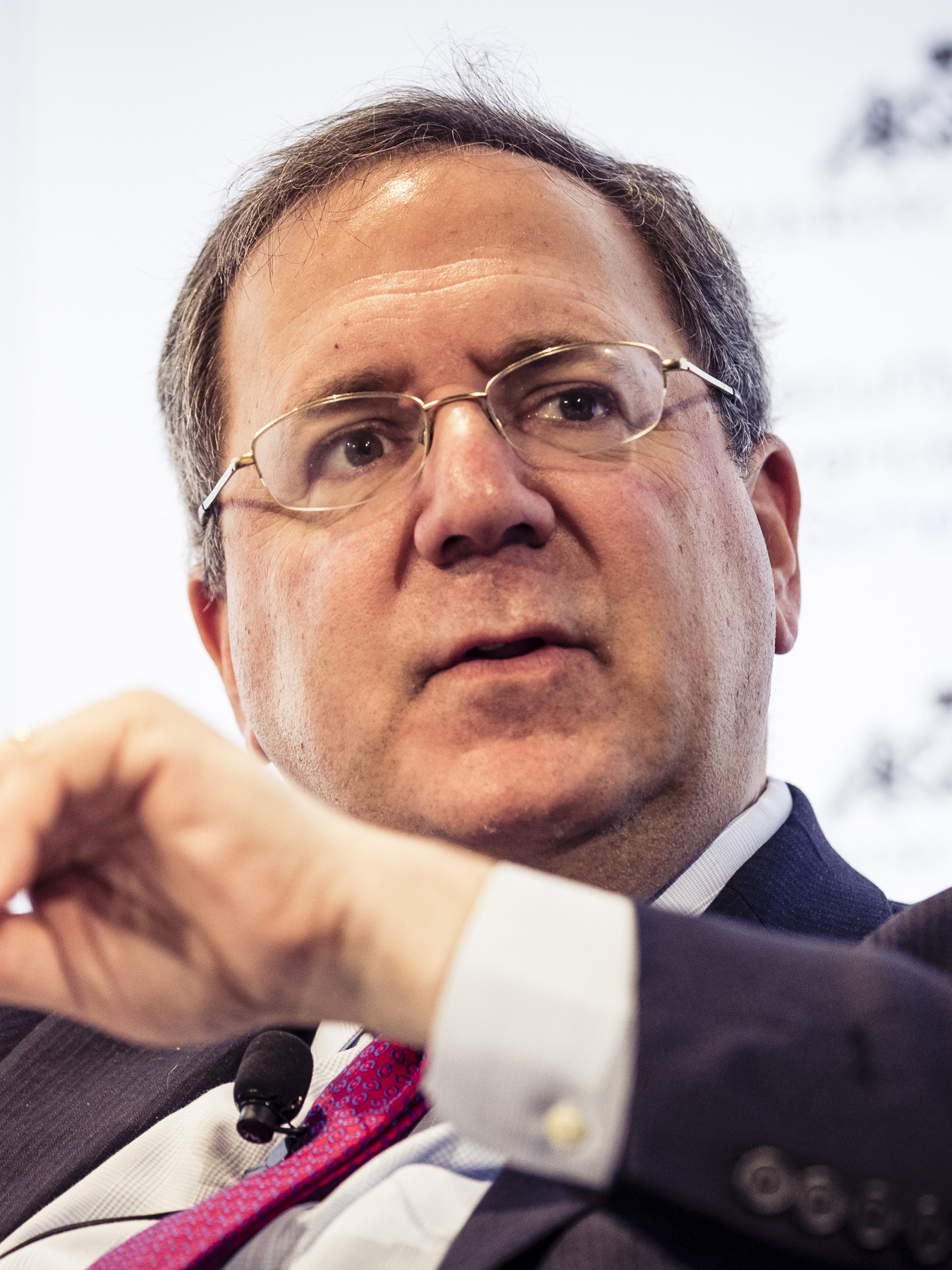
Sanger während der 54. MSC 2018

David E. Sanger (* 5. Juli 1960 in White Plains, New York) ist ein US-amerikanischer Journalist. Er ist für die New York Times tätig.

## Laufbahn
Sanger studierte am Harvard College. Nachdem er 1982 mit der Note magna cum laude promoviert hatte, nahm er eine Stelle bei der New York Times an. In seiner Laufbahn berichtete er aus New York, Tokio (als Leiter des Auslandsbüros) und Washington, D.C. Seit 2006 ist er als Chefkorrespondent in der US-Hauptstadt tätig.
Seine Berichterstattung konzentriert sich auf Außenpolitik, Globalisierung, nationale Sicherheit und Angelegenheiten des Weißen Hauses.

## Werke
- The Inheritance: The World Obama Confronts and the Challenges to American Power. Harmony, 2009, ISBN 978-0307407924.
- Confront and Conceal: Obama's Secret Wars and Surprising Use of American Power. Crown, 2012, ISBN 978-0307718020.
- The Perfect Weapon: War, Sabotage, and Fear in the Cyber Age. Crown, 2018, ISBN 978-1-911617-72-3.
- New Cold Wars: China´s Rise, Russia's Invasion, and America´s Struggle to Defend the West. Random House, New York 2024, ISBN 978-0-593-44359-0.